# Mansúra Izz ad-Dín
Mansúra Izz ad-Dín (* 1976) je egyptská spisovatelka a novinářka deníku Achbár al-adab.

## Život
Vystudovala žurnalistiku na Káhirské univerzitě v Egyptě. Uveřejňuje krátké povídky v různých časopisech a magazínech.
Je autorkou pěti prozaických děl - napsala dvě sbírky povídek Třesoucí se světlo (Daw' muhtazz, 2001) a Na pokraji šílenství (Nahwa džunún, 2013) a tři romány Labyrint Marjam (Matáhat Marjam, 2004), Za rájem (Wará'a al-firdaws, 2009 - v roce 2010 nominován na prestižní Mezinárodní knižní cenu za arabskou literaturu) a Smaragdová hora (Džabal az-zumurrud, 2014). V roce 2009 byla v rámci projektu Beirut39 zařazena mezi 39 nejlepších arabských spisovatelů mladších než 40 let.